# Włodzimierz Rużycki de Rosenwerth
Włodzimierz Józef Rużycki de Rosenwerth (ur. 28 czerwca 1839 w Smoryniu, zm. 21 lutego 1914 w Baden) – polski muzealnik.

## Życiorys
Urodził się w 1838. W młodym wieku wyjechał z ziem polskich. W Monachium otworzył sklep ze starożytnościami. Po śmierci Władysława Platera został mianowany przez Henryka Bukowskiego kustoszem i zarządcą Muzeum Narodowego Polskiego w Rapperswilu. Stanowisko pełnił przez 25 lat do śmierci. 